# Progressione del record mondiale della 4x50 m stile libero
I record mondiali di tutte le staffette 4x50 m stile libero (maschile, femminile e mista) possono essere stabiliti solo in vasca corta (25 metri).
La Lega europea del nuoto (LEN) riconosce come validi i record ottenuti in questa competizione fin dai Campionati europei del 1998.

La Federazione Internazionale del nuoto (FINA), invece, ha riconosciuto ufficialmente la staffetta 4x50 m stile libero solo nell'ottobre 2013, ratificando i primati in essa stabiliti a partire dagli europei di Herning, e inserendola nel programma mondiale in vasca corta a partire dai Campionati di Doha 2014.

Contestualmente, la stessa FINA ha deciso di non riconoscere lo status di record del mondo ai primati stabiliti prima di questa sua decretazione in merito, ai quali perciò è rimasto lo status di "Miglior prestazione mondiale" e, per quanto riguarda quelli stabiliti in manifestazioni organizzate dalla LEN, quello di record europeo.

In seguito, il 13 marzo 2014, la FINA ha deciso di ratificare come record del mondo gli otto primati (4x50 m stile libero maschile e femminile; 4x50 m misti maschile e femminile; 4x50 m stile libero mista maschile/femminile; 4x50 m misti mista maschile/femminile; 4x100 m stile libero mista maschile/femminile; 4x100 m misti mista maschile/femminile) stabiliti nelle otto suddette specialità durante il "Fall Frenzy" dell'Università dell'Indiana, tenutosi a Bloomington il 26 settembre 2013.
Per quanto riguarda la 4x50 m stile libero mista, la FINA ha fatto esordire questa specialità nella Coppa del Mondo 2012, cominciando poi a ratificare i primati in essa stabiliti a partire dalla tappa di Mosca (12-13 ottobre) della Coppa del Mondo 2013, e inserendola nel programma mondiale in vasca corta a partire da Doha 2014.

## Uomini

### Vasca corta
| #                                            | Tempo   | + | Atleta                                                                                             | Nazionalità             | Data              | Evento              | Luogo                    | Ref         |
| -------------------------------------------- | ------- | - | -------------------------------------------------------------------------------------------------- | ----------------------- | ----------------- | ------------------- | ------------------------ | ----------- |
| -                                            | 1'26"99 |   | Mark Veens, Johan Kenkhuis, Stefan Aartsen, Pieter van den Hoogenband                              | Paesi Bassi             | 12 dicembre 1998  | Campionati europei  | Sheffield, Regno Unito   |             |
| -                                            | 1'25"87 |   | | Stati Uniti             | 20 ottobre 2001   |                     | East Meadow, Stati Uniti |             |
| -                                            | 1'25"55 |   | Mark Veens, Johan Kenkhuis, Gijs Damen, Pieter van den Hoogenband                                  | Paesi Bassi             | 14 dicembre 2003  | Campionati europei  | Dublino, Irlanda         |             |
| -                                            | 1'25"03 |   | Mark Veens, Mitja Zastrow, Gijs Damen, Johan Kenkhuis                                              | Paesi Bassi             | 11 dicembre 2005  | Campionati europei  | Trieste, Italia          |             |
| -                                            | 1'24"89 |   | Stefan Nystrand, Petter Stymne, Marcus Piehl, Jonas Tilly                                          | Svezia                  | 10 dicembre 2006  | Campionati europei  | Helsinki, Finlandia      |             |
| -                                            | 1'24"19 |   | Petter Stymne, Marcus Piehl, Per Nylin, Stefan Nystrand                                            | Svezia                  | 16 dicembre 2007  | Campionati europei  | Debrecen, Ungheria       |             |
| -                                            | 1'22"38 |   | Alain Bernard, Fabien Gilot, Antoine Galavtine, Amaury Leveaux                                     | Francia                 | 14 dicembre 2008  | Campionati europei  | Fiume, Croazia           |             |
| -                                            | 1'20"77 |   | Alain Bernard (20"64) Fabien Gilot (20"33) Amaury Leveaux (19"93) Frédérick Bousquet (19"87)       | Francia                 | 14 dicembre 2008  | Campionati europei  | Fiume, Croazia           | [ 4 ]       |
| Record riconosciuti ufficialmente dalla FINA |         |   | |                         |                   |                     |                          |             |
| 1                                            | 1'36"81 |   | Cody Miller, James Wells, Matt Gerth, Philip Butler                                                | Università dell'Indiana | 26 settembre 2013 | IU Fall Frenzy      | Bloomington, Stati Uniti | [ 5 ] [ 2 ] |
| 2                                            | 1'25"52 | b | François Heersbrandt (21"82) Yoris Grandjean (21"16) Pieter Timmers (21"49) Jasper Aerents (21"05) | Belgio                  | 15 dicembre 2013  | Campionati europei  | Herning, Danimarca       | [ 6 ]       |
| 3                                            | 1'23"36 |   | Vladimir Morozov (20"87) Sergei Fesikov (20"57) Evgenij Lagunov (21"03) Nikita Konovalov (20"89)   | Russia                  | 15 dicembre 2013  | Campionati europei  | Herning, Danimarca       | [ 7 ]       |
| 4                                            | 1'22"60 |   | Vladimir Morozov (21"01) Evgeny Sedov (20"37) Oleg Tikhobaev (20"59) Sergej Fesikov (20"63)        | Russia                  | 6 dicembre 2014   | Campionati mondiali | Doha, Qatar              | [ 8 ]       |
| 5                                            | 1'21"80 |   | Caeleb Dressel (20"43) Ryan Held (20"25) Jack Conger (20"59) Michael Chadwick (20"53)              | Stati Uniti             | 14 dicembre 2018  | Campionati mondiali | Hangzhou, Cina           | [ 9 ]       |

Legenda: Ref - Referto della gara;
Record non ottenuti in finale: (b) - batteria; (sf) - semifinale; (s) - staffetta prima frazione.

## Donne

### Vasca corta
| #                                            | Tempo   | + | Atleta | Nazionalità             | Data              | Evento              | Luogo                        | Ref         |
| -------------------------------------------- | ------- | - | --- | ----------------------- | ----------------- | ------------------- | ---------------------------- | ----------- |
| -                                            | 1'39"56 |   | Katrin Meißner, Simone Osygus, Marianne Hinners, Sandra Völker                                               | Germania                | 11 dicembre 1998  | Campionati europei  | Sheffield, Regno Unito       |             |
| -                                            | 1'38"45 |   | Johanna Sjöberg, Therese Alshammar, Anna-Karin Kammerling, Malin Svahnström                                  | Svezia                  | 10 dicembre 1999  | Campionati europei  | Lisbona, Portogallo          |             |
| -                                            | 1'38"21 |   | Annika Lofstedt, Therese Alshammar, Johanna Sjöberg, Anna-Karin Kammerling                                   | Svezia                  | 15 dicembre 2000  | Campionati europei  | Valencia, Spagna             |             |
| -                                            | 1'37"52 |   | Hinkelien Schreuder, Annabel Kosten, Chantal Groot, Marleen Veldhuis                                         | Paesi Bassi             | 12 dicembre 2003  | Campionati europei  | Dublino, Irlanda             |             |
| -                                            | 1'37"27 |   | Kara Lynn Joyce, Neka Mabry, Paige Kearns, Andrea Georoff                                                    | Stati Uniti             | 18 marzo 2004     |                     | College Station, Stati Uniti |             |
| -                                            | 1'36"27 |   | Hinkelien Schreuder, Inge Dekker, Chantal Groot, Marleen Veldhuis                                            | Paesi Bassi             | 9 dicembre 2005   | Campionati europei  | Trieste, Italia              |             |
| -                                            | 1'34"82 |   | Inge Dekker, Hinkelien Schreuder, Ranomi Kromowidjojo, Marleen Veldhuis                                      | Paesi Bassi             | 14 dicembre 2007  | Campionati europei  | Debrecen, Ungheria           |             |
| -                                            | 1'33"80 |   | Hinkelien Schreuder, Inge Dekker Ranomi Kromowidjojo, Marleen Veldhuis                                       | Paesi Bassi             | 12 dicembre 2008  | Campionati europei  | Fiume, Croazia               |             |
| -                                            | 1'33"25 |   | Inge Dekker (23"53) Hinkelien Schreuder (22"81) Saskia de Jonge (23"88) Ranomi Kromowidjojo (23"03)          | Paesi Bassi             | 11 dicembre 2009  | Campionati europei  | Istanbul, Turchia            | [ 10 ]      |
| Record riconosciuti ufficialmente dalla FINA |         |   | |                         |                   |                     |                              |             |
| 1                                            | 1'54"97 |   | Stephanie Marchuk, Claudia Dicapua Audrey Scott, Grace Padget                                                | Università dell'Indiana | 26 settembre 2013 | IU Fall Frenzy      | Bloomington, Stati Uniti     | [ 5 ] [ 2 ] |
| 2                                            | 1'37"21 | b | Michelle Coleman (24"72) Sarah Sjöström (23"60) Louise Hansson (24"50) Magdalena Kuras (24"39)               | Svezia                  | 12 dicembre 2013  | Campionati europei  | Herning, Danimarca           | [ 11 ]      |
| 3                                            | 1'37"04 |   | Pernille Blume (24"90) Jeanette Ottesen (23"66) Kelly Riber Rasmussen (24"63) Mie Østergaard Nielsen (23"85) | Paesi Bassi             | 12 dicembre 2013  | Campionati europei  | Herning, Danimarca           | [ 12 ]      |
| 4                                            | 1'35"74 | b | Esmee Vermeulen (25"09) Ranomi Kromowidjojo (23"01) Maud van der Meer (23"89) Inge Dekker (23"75)            | Paesi Bassi             | 7 dicembre 2014   | Campionati mondiali | Doha, Qatar                  | [ 13 ]      |
| 5                                            | 1'34"24 |   | Inge Dekker (24"09) Ranomi Kromowidjojo (22"88) Femke Heemskerk (23"24) Maud van der Meer (24"03)            | Paesi Bassi             | 7 dicembre 2014   | Campionati mondiali | Doha, Qatar                  | [ 14 ]      |
| 6                                            | 1'33"91 |   | Ranomi Kromowidjojo (23"42) Femke Heemskerk (23"19) Tamara van Vliet (23"65) Valerie van Roon (23"65)        | Paesi Bassi             | 15 dicembre 2017  | Campionati europei  | Copenaghen, Danimarca        | [ 15 ]      |

Legenda: Ref - Referto della gara;
Record non ottenuti in finale: (b) - batteria; (sf) - semifinale; (s) - staffetta prima frazione.

## Mista

### Vasca corta
| #  | Tempo   | +      | Atleta                                                                                                | Nazionalità             | Data              | Evento              | Luogo                      | Ref          |
| -- | ------- | ------ | --- | ----------------------- | ----------------- | ------------------- | -------------------------- | ------------ |
| 1  | 1'41"16 |        | Bailey Pressey, Stephanie Armstrong, Tanner Kurz, Cody Miller                                         | Università dell'Indiana | 26 settembre 2013 | IU Fall Frenzy      | Bloomington, Stati Uniti   | [ 16 ] [ 2 ] |
| -  | 1'36"78 | [ 17 ] | Michael Wynalda, Zoe Mattingly, Sli DeLoof, Kyle Whitaker                                             | Università del Michigan | 28 settembre 2013 | Water Carnival      | Ann Arbor, Stati Uniti     | [ 18 ]       |
| 2  | 1'33"01 |        | Rozaliya Nasretdinova (24"56) Dmitry Ermakov (21"97) Artem Lobuzov (22"06) Maria Reznikova (24"42)    | Russia                  | 13 ottobre 2013   | Coppa del Mondo     | Mosca, Russia              | [ 19 ]       |
| 3  | 1'32"52 |        | Shinri Shioura (21"63) Sayaka Akase (25"28) Kenta Ito (20"70) Kanako Watanabe (24"91)                 | Giappone                | 18 ottobre 2013   | Coppa del Mondo     | Dubai, Emirati Arabi Uniti | [ 20 ]       |
| 4  | 1'31"14 |        | Florent Manaudou (21"22) Jérémy Stravius (20"87) Mélanie Henique (24"61) Anna Santamans (24"44)       | Francia                 | 21 ottobre 2013   | Coppa del Mondo     | Doha, Qatar                | [ 21 ]       |
| 5  | 1'31"13 | b      | Tommaso D'Orsogna (21"62) Regan Leong (21"98) Bronte Campbell (24"03) Cate Campbell (23"50)           | Australia               | 10 novembre 2013  | Coppa del Mondo     | Tokyo, Giappone            | [ 22 ]       |
| 6  | 1'29"61 |        | Tommaso D'Orsogna (21"48) Travis Mahoney (21"59) Cate Campbell (23"10) Bronte Campbell (23"44)        | Australia               | 10 novembre 2013  | Coppa del Mondo     | Tokyo, Giappone            | [ 23 ]       |
| 7  | 1'29"53 |        | Sergej Fesikov (21"13) Vladimir Morozov (20"72) Rozaliya Nasretdinova (23"70) Veronika Popova (23"98) | Russia                  | 14 dicembre 2013  | Campionati europei  | Herning, Danimarca         | [ 24 ]       |
| 8  | 1'28"57 |        | Josh Schneider (20"94) Matt Grevers (20"75) Madison Kennedy (23"63) Abbey Weitzel (23"25)             | Stati Uniti             | 6 dicembre 2014   | Campionati mondiali | Doha, Qatar                | [ 25 ]       |
| 9  | 1'28"39 |        | Nyls Korstanje (21"42) Kyle Stolk (20"66) Ranomi Kromowidjojo (23"01) Femke Heemskerk (23"30)         | Paesi Bassi             | 16 dicembre 2017  | Campionati europei  | Copenaghen, Danimarca      | [ 26 ]       |
| 10 | 1'27"89 |        | Caeleb Dressel (20"43) Ryan Held (20"60) Mallory Comerford (23"44) Kelsi Dahlia (23"42)               | Stati Uniti             | 12 dicembre 2018  | Campionati mondiali | Hangzhou, Cina             | [ 27 ]       |
| 10 | 1'27"33 |        | Maxime Grousset (20"92) Florent Manaudou (20"26) Béryl Gastaldello (23"00) Mélanie Henique (23"15)    | Francia                 | 16 dicembre 2022  | Campionati mondiali | Melbourne, Australia       |              |

Legenda: Ref - Referto della gara;
Record non ottenuti in finale: (b) - batteria; (sf) - semifinale; (s) - staffetta prima frazione.